# Sandro Bottega
Sandro Bottega (Conegliano, 8 dicembre 1963) è un imprenditore, scrittore e dirigente d'azienda italiana.

## Biografia
Nato a Conegliano il 08/12/1963, Sandro Bottega vive in provincia di Treviso con Monica Lisetto, sua compagna.
Sandro Bottega acquisisce la proprietà e direzione dell'azienda di famiglia Distilleria Bottega Srl all'età di 19 anni dopo la morte del padre Aldo Bottega nel 1982. 
Negli anni 2015, 2016 e 2018 ha tenuto 3 lezioni alla Columbia University di New York e alla Stonegate University, sul business e marketing del vino, in virtù dei risultati ottenuti con la propria azienda.
Nel 2017 la sua azienda è stata classificata 33ª a livello Nazionale considerando le prime 104 cantine Italiane.
Sotto la sua direzione l'azienda cresce progressivamente, Bottega S.p.A. esporta i suoi vini e le sue grappe in 148 Paesi nel mondo per un fatturato che nel 2021 ha toccato i 67,7 milioni di euro

## Opere
- I 100 piatti del prosecco - Sandro Bottega, Illustratore: Galifi F., Premoli I. - Mondadori Electa, 2020, ISBN 889182948X
- Spirit of life. Grappa, la sua storia e la sua vitalità nelle cucine del mondo - Sandro Bottega, Peter Dowling - I Antichi Editori Venezia, 2017, ISBN 8898584318
- Spirit of Life. Grappa, its story and its place in the world cuisine- Sandro Bottega, Peter Dowling - I Antichi Editori Venezia, 2017, ISBN 8898584326
- Spirit of Peace - installazione scultorea in realizzata in vetro soffiato
- La grappa e i suoi sapori. 82 ricette per preparare: antipasti, primi e secondi piatti, piatti di mezzo, pizze e piatti unici, dessert e cocktail - Sandro Bottega, Giovanni Savio - San Paolo Edizioni, 1995, ISBN 8821529053

## Riconoscimenti
- Nomina a Cavaliere Ordine al Merito della Repubblica Italiana dal 27 Dicembre 2008[5]
- Vincitore del premio “Riedel wine maker of the year” [6]nel 2018 dalla Cambridge Food&Wine Society